# Hiatus adductorius
Der Hiatus adductorius (lat. für ‚Adduktorenschlitz‘, auch Hiatus tendineus) stellt das distale (körperferne) Ende des Adduktorenkanals (Canalis adductorius) dar, durch den Blutgefäße (Arteria und Vena femoralis bzw. nach dem Durchtritt durch den Hiatus adductorius Arteria und Vena poplitea) von der Vorderseite des Oberschenkels in Richtung Kniekehle durchtreten. Der Hiatus adductorius entsteht durch die Lücke zwischen den Ansatzstellen des Musculus adductor magnus.

## Referenzen
- Waldeyer: Anatomie des Menschen. 2012, S. 389 & 394
- Platzer: Taschenatlas der Anatomie, S. 242f & 426f